# Poney des Hébrides
Le poney des Hébrides (anglais : Hebridean Pony) est une race constituée de différents poneys insulaires écossais, originaires des îles des Hébrides, sur la côte Ouest de l'Écosse. Proche du type primitif du poney celte, il était jadis mis au travail bâté sur la côte. 
Il est désormais considéré comme éteint, car largement absorbé par la race du Highland. Seule la race d'Eriskay subsiste en petits nombres.

## Histoire
Ce poney est également nommé Western Isles Pony (poney des îles de l'Ouest), en anglais. Il est caractérisé par le professeur Ewart, qui indique l'existence, dans les Hébrides, d'une « relique d'une très ancienne variété autrefois largement distribuée, dont l'origine n'a jamais été réellement révélée ».
Ces poneys sont par la suite croisés avec d'autres races, en particulier l'Arabe, ce qui augmente la taille et modifie le modèle.

## Description
Le poney des Hébrides appartient au groupe du poney celte, étant considéré par James Ritchie, avec le poney Shetland et celui de St. Kildan, comme le plus proche descendant du poney celte tel qu'il existait à l'âge de bronze. Le nom « poney des Hébrides » désigne en réalité différents types de poneys présents sur les îles de l'Ouest de l'Écosse, appartenant à des lignées distinctes. Ces lignées comprennent le Barra, le Mull, le Rhum, le Skye, l'Uist, et l'Eriskay. Elles sont désormais toutes éteintes, à l'exception de l'Eriskay. 
Le modèle est plus petit et léger que celui des autres poneys de race Highland, le poney des Hébrides ayant une taille inférieure à 14 mains, soit 1,42 m. La race présente de nombreuses caractéristiques primitives, et une robe avec le gène Dun, ou bien grise.

## Utilisations
Lorsque les îles des Hébrides ne disposaient pas de réseau routier correct, ces poneys étaient bâtés avec un panier de chaque côté, pour divers transports depuis la côte.
Le poney des Hébrides est à l'origine de la reconstitution du Highland Heck Horse (cheval de Heck des Highland) par les frères Heck, en Allemagne.

## Diffusion de l'élevage
La race est indiquée comme locale, et comme native du Royaume-Uni, dans la base de données DAD-IS. Les données de population les plus récentes, datées de 2006, indiquent un effectif nul. 
L'étude menée par l'Université d'Uppsala, publiée en août 2010 pour la FAO, signale le Hebridean Pony comme race de chevaux européenne locale éteinte.
Le poney des Hébrides est indiqué comme éteint ou largement absorbé par la race du Highland, dans la dernière édition de l'encyclopédie de CAB International (2016). 